# Seguidor de partitures
El seguiment de partitura és el procés d’escoltar automàticament una actuació de música en directe i fer un seguiment de la posició de la partitura. És una àrea activa de recerca i es troba a la intersecció de la intel·ligència artificial, el reconeixement de patrons, el processament de senyals i la musicologia. El seguiment de partitura va ser introduït per primera vegada el 1984 independentment per Barry Vercoe i Roger Dannenberg.
Artísticament, és un dels components principals de la música electrònica en directe de molts compositors com Pierre Boulez i Philippe Manoury entre d'altres i actualment és una línia de recerca activa en diferents comunitats com l'IRCAM de París. L'última versió de la partitura de l'IRCAM, desenvolupada per l' equip de representacions musicals, és capaç de seguir senyals d'àudio complexos (monofònics i polifònics) i sincronitzar els esdeveniments a través del tempo detectat de la representació en temps real. Es distribueix públicament des del 2009 amb el nom d’ Antescofo i s’ha representat amb èxit a tot el món per a un gran nombre de produccions de música contemporània, inclosa l'electrònica en temps real.
Altres autors que segueixen la partitura inclouen Chris Raphael, Roger Dannenberg, Barry Vercoe, Miller Puckette, Nicola Orio, Arshia Cont i Frank Weinstock (Seguidor de partitures a l'USPTO (anglès) ; Seguidor de partitures a l'USPTO (anglès); Seguidor de partitures a l'USPTO (anglès)).
Per primer cop, dins octubre 2006, hi hi haurà una Puntuació Seguint avaluació durant la segona Informació de Música Retrieval canvi d'Avaluació (MIREX). És esperat que la majoria de sistemes participen i competir en situacions musicals vives i els resultats ser anunciat en públic àmbit.